# Леонгардтит
Леонгардтит (рос. леонгардтит; англ. leonhardtite; нім. Leonhardtit m) — мінерал, старкіїт із зони вивітрювання соляних родов. Саксонії (Німеччина).

## Загальний опис
Хімічна формула: Mg[SO4]· 4H2O.
Сингонія моноклінна. Вид призматичний.
Спайність по (100) і (010).
Зустрічається як вицвіт на кізериті в калійних родовищах Саксонії.
Названий за прізвищем німецького кристалографа Й. Леонгардта (J. Leonhardt), W. Berdesinski, 1952.